# Никодим (Нагаєв)
Архієпи́скоп Никоди́м (у миру Микола́й Васи́льович Нага́єв; 11 листопада 1883, Або, Велике князівство Фінляндське — 17 жовтня 1976, Лондон) — генерал-майор Генерального штабу, герой Першої світової війни, учасник Білого руху. Архієпископ Ричмондський і Британський Російської православної церкви за кордоном.

## Біографія
Народився 28 квітня 1883 року в невеликому місті Або в Великому князівстві Фінляндському (нині Турку, Фінляндія), що входило до складу Російської імперії, у дворянській родині.
Дитячі та юнацькі роки провів у Санкт-Петербурзі. Про своє дитинство владика Никодим згадував: «Наскільки себе пам'ятаю з ранніх років, ще до того, як з'явилося усвідомлене ставлення до молитви, мене тягнуло до Божого храму. Душа зрослася з атмосферою духовного».

### Військова служба
У 1901 році закінчив Перший кадетський корпус, а в 1903 році — Павловське військове училище, після чого отримав звання підпоручика і був направлений до лейб-гвардії 2-го стрілецького батальйону. Закінчив 2 класи Миколаївської військової академії, після чого у 1910 році повернувся до свого батальйону, розгорнутого в полк.
Учасник Першої світової війни у складі 2-го стрілецького полку. Наказом армії та флоту від 21 квітня 1917 року полковник Нагаєв був нагороджений орденом Святого Георгія 4-го ступеня.
|  | За те, що в бою 1 жовтня 1916 року в Квадратному лісі, на південний схід від села Войнін, командуючи 1-м батальйоном зазначеного полку, на чолі своїх рот, під сильним вогнем противника, стрімким штиковим ударом подолав дротові загородження, вибив ворога з укріпленої позиції, увірвався в його окопи, зайняв їх і закріпився; протягом двох днів відбивав запеклі контратаки противника, а після загибелі командира 2-ї роти особисто керував гренадерським боєм цієї роти. |

29 травня 1917 року призначений командиром лейб-гвардії 2-го стрілецького Царськосільського полку,, на цій посаді перебував до 16 грудня того ж року. Був підвищений до генерал-майора.
Під час створення Добровольчої армії вступив до її лав. Учасник 1-го та 2-го Кубанських походів 1918 року як командир окремого пластунського батальйону, безпосередньо підпорядкованого Головнокомандувачу. Наприкінці 1918 року брав участь у формуванні гвардійських частин у складі Добровольчої армії. У 1919 році обіймав посаду начальника штабу зведено-гвардійської дивізії генерала М. І. Штакельберга.
Влітку 1919 року направлений А. І. Денікіним до Сибіру для допомоги А. В. Колчаку.
Після евакуації з Криму продовжував значитися у списках офіцерів Генерального штабу Російської армії генерала П. М. Врангеля на 1922 рік.

### Еміграція
Жив у Белграді, де зблизився з церковним життям, особливий вплив на нього мало «Братство преподобного Серафима». Також значний вплив справили на нього російські архієреї — митрополит Антоній (Храповицький), архієпископ Полтавський Феофан (Бистров), а згодом і Мільковський монастир на чолі з його ігуменом схиархімандритом Амвросієм (Кургановим). Співав на криласі, був читцем.
Автор спогадів про російську гвардію довоєнного часу «У пам'ятні дні гвардійських стрільців» (кн. 1, Таллінн, 1932; кн. 2, Таллінн, 1937). Також автор статті «Деякі особливості громадянської війни на Півдні Росії в 1918—1920 рр. (Кінна піхота)», опублікованої у «Військовому збірнику» (кн. 1, Белград, 1921). Голова південно-західної групи Союзу царськосільських стрільців.
У 1943 році в Югославії, з благословення митрополита Анастасія (Грибановського), був пострижений у чернецтво з ім'ям Никодим на честь преподобного Никодима, просфорника Києво-Печерського. Належав до братства преподобного Серафима Саровського.
Тим же митрополитом у 1944 році був рукоположений у сан диякона і священника, а 6 лютого 1944 року призначений священником 4-го полку у чині гауптмана — капітана Російського охоронного корпусу — збройного формування, створеного російськими емігрантами з метою самозахисту та підпорядкованого німецькому командуванню. У 1945 році перебував у штабі корпусу.
Брав активну участь у будівництві обителі святого Іова Почаївського під Мюнхеном (1953). Був почесним головою об'єднання лейб-гвардії 2-го стрілецького Царськосільського полку.
У 1948 році був призначений парафіяльним священником церкви в Осьє-ла-Феррієрі у Франції, а деякий час також служив разом з архієпископом Леонтієм (Бартошевичем) у Женеві. У 1952 році направлений для служіння до Англії.

#### Архієрей
22 жовтня 1953 року Архиєрейський Собор РПЦЗ постановив: «Заснувати в Англії вікаріатство Західноєвропейської єпархії, а щодо титулу вікарія мати особливе судження в Архиєрейському Синоді, після отримання всіх довідок про найбільш зручну за місцевими умовами назву», а також: «На кафедру вікарного єпископа в Англії призначити архімандрита Никодима (Ногаєва), з рукоположенням у сан у той час, який визнає зручним для цього Преосвященний архієпископ Іоанн».
18 липня 1954 року в храмі-пам'ятнику убієнній Царській Сім'ї в Брюсселі був рукоположений у сан єпископа Престонського, вікарія Західноєвропейської єпархії. Чин хіротонії звершили архієпископ Брюссельський і Західноєвропейський Іоанн (Максимович), єпископ Берлінський і Німецький Олександр (Ловчий) та єпископ Женевський Леонтій (Бартошевич). Згодом його титул було змінено на Ричмондський.
У січні 1959 року був освячений Успенський кафедральний собор у Лондоні, в будівлі якого раніше розташовувався храм шотландських пресвітеріан, а в останній час перед передачею Російській православній церкві за кордоном — меблевий склад.
У вересні 1963 року рішенням Архиєрейського Синоду він стає правлячим єпископом із титулом Ричмондського і Британського. На свято Покрови Пресвятої Богородиці 1968 року нагороджений саном архієпископа.
У 1973 році його паства вшанувала його з нагоди 90-річчя, а в 1974 році було відзначено 20-річчя його архіпастирського служіння.
26 вересня 1976 року, на свято Воздвиження Святого Хреста, у нього з'явилися болі в потиличній частині голови. Проте він відслужив службу і звершив чин воздвиження Хреста. Наступного дня він уже не зміг служити Божественну літургію. Після цього його стан продовжував погіршуватися, однак архієпископ Никодим відмовлявся від госпіталізації, бажаючи померти у своїй келії. Протягом усієї хвороби залишався при свідомості, хоча через слабкість не міг говорити.
Помер 17 жовтня 1976 року в Лондоні на 93-му році життя. Похований на лондонському Бромптонському кладовищі.

## Публікації
- Некоторые особенности гражданской войны на Юге России в 1918—1920 гг. (Ездящая пехота) // Военный сборник / Под ред. полковников Пронина и Патронова. — Кн. I. — Белград, 1921. — С. 116—120.
- Памятные дни: из воспоминаний гвардейских стрелков. Таллинн: Издание Союза царскосельских стрелков: (Книга 1 — 1932, Книга 2 — 1937, Книга 3 — 1939.)